# Hemiprotosuchus
Hemiprotosuchus leali
Genre
Espèce
Hemiprotosuchus est un genre éteint de crocodyliformes basaux, un clade qui comprend les crocodiliens modernes et leurs plus proches parents fossiles.
Une seule espèce est rattachée au genre : Hemiprotosuchus leali, décrite en 1969 par le célèbre paléontologue argentin José Bonaparte.

## Découverte
Elle a été découverte en Argentine dans la province de San Juan dans l'ouest du pays. Elle provient de sédiments datés du Trias supérieur, de la formation géologique de Los Colorados d'âge Norien, soit il y a environ entre ≃227,3 et ≃205,7 millions d'années.

## Classification
L'analyse phylogénétique des Crocodyliformes réalisée par Mario Bronzati, Felipe Chinaglia Montefeltro et Max C. Langer   en 2012, place Hemiprotosuchus leali au sein des Protosuchia, en groupe frère de l'espèce Protosuchus richardsoni.